# Henryk Rzewuski
Henryk Rzewuski herbu Krzywda, ps. „Jarosz Bejła” (ur. 3 maja 1791 w Sławucie, zm. 28 lutego 1866 w Cudnowie) – polski arystokrata, hrabia, powieściopisarz i publicysta, wydawca prasowy, twórca gatunku literackiego gawędy szlacheckiej oraz prekursor w języku polskim powieści historycznej w stylu Waltera Scotta, wolnomularz.

## Życiorys
Pochodził z magnackiej rodziny Rzewuskich herbu Krzywda. Był synem Adama Wawrzyńca, pisarza politycznego i posła oraz Justyny Rdułtowskiej, podkomorzanki nowogródzkiej. Był prawnukiem Wacława Rzewuskiego, hetmana wielkiego koronnego, który w latach 1767–1773 zesłany został przez posła rosyjskiego Nikołaja Repnina do Kaługi. Jego ojciec był zaś bratankiem targowiczanina Seweryna Rzewuskiego. Był również prawnukiem Michała Kazimierza Radziwiłła „Rybeńko”, hetmana wielkiego litewskiego. 
Brat Karoliny Sobańskiej, Eweliny Hańskiej (żony Honoré de Balzaca) oraz Adama Rzewuskiego, generała rosyjskiego. Żonaty z Julią Grocholską.
W młodości służył w wojsku Księstwa Warszawskiego. Mieszkał przez kilka lat w Petersburgu i za granicą. Członek petersburskiej loży wolnomularskiej Orzeł Biały. Pod koniec życia udał się do Cudnowa, gdzie spędził resztę swego życia.
Wiele podróżował, w roku 1825 na Krym razem z Adamem Mickiewiczem (który miał wówczas romans z jego siostrą, Karoliną Sobańską), z którym później w 1830 roku spotkał się w Rzymie i wzbudził w nim zachwyt opowiadaniami z życia staroszlacheckiego, czym zainspirował go do pomysłu stworzenia Pana Tadeusza.
Ideolog „koterii petersburskiej” – grupy konserwatystów głoszących potrzebę utrzymania stosunków feudalnych i podporządkowania Rosji. W latach 1850–1856 urzędnik do specjalnych poruczeń namiestnika carskiego Iwana Paskiewicza oraz redaktor lojalistycznego „Dziennika Warszawskiego” od 1851.

## Twórczość literacka
Rzewuskiego uważa się za twórcę tzw. gawędy szlacheckiej zapoczątkowanej zbiorem Pamiątki Soplicy, w której powołał do życia postać szlachcica-gawędziarza Seweryna Soplicy, cześnika parnawskiego, uczestnika konfederacji barskiej i obserwatora życia ostatnich lat Rzeczypospolitej. Pamiątki Soplicy odznaczają się oryginalnością pomysłu, doskonałym wczuciem w atmosferę tradycji i humorem. Jest to cykl opowieści o barwnych postaciach kultury szlacheckiej, przede wszystkim o sławnym księciu Radziwille „Panie Kochanku” oraz klice jego tzw. klientów. Uważa się je za „arcydzieło polskiej literatury”.
Początkowo swoje gawędy szlacheckie Rzewuski wygłaszał w salonach emigracyjnych, jednak dzięki zachętom Mickiewicza zaczął je spisywać jesienią 1830 roku w Rzymie i wydawać w prasie. Ich książkowe niepełne wydanie ukazało się w 1839 w Paryżu.
Pod wpływem Pamiątek Soplicy Rzewuskiego Mickiewicz napisał w latach 1832–1834 Pana Tadeusza, w którym głównym bohaterom nadał zaczerpnięte od Rzewuskiego nazwisko Soplica, a ich dworek nazwał Soplicowo. Czarowi gawęd ulegli także Sienkiewicz i Teodor Jeske-Choiński oraz inni twórcy.
Kontynuacją Pamiątek były niewydane za życia autora Uwagi o dawnej Polsce przez starego szlachcica.

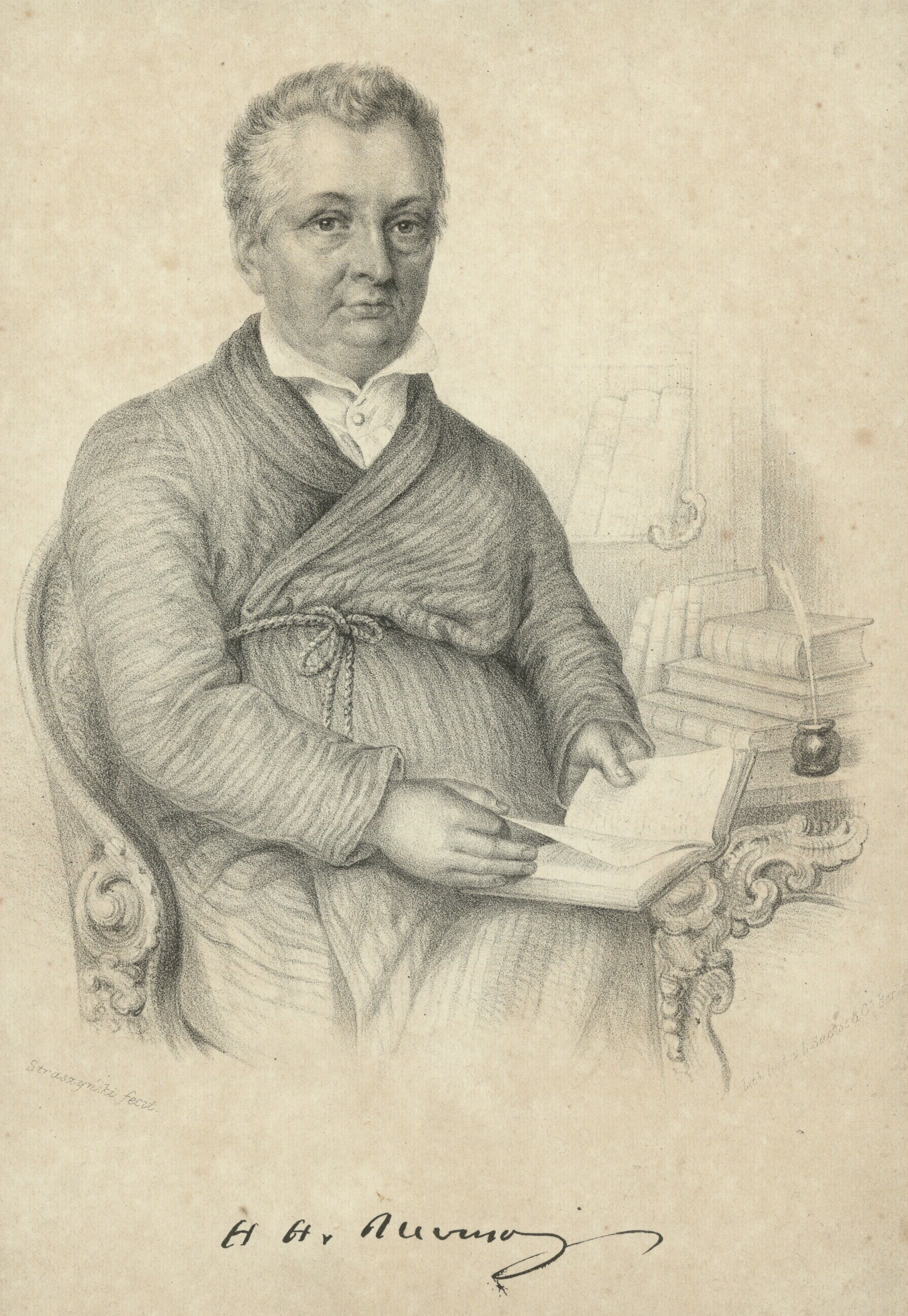
Henryk Rzewuski, 1850 r.

Drugim ważnym dziełem literackim Henryka Rzewuskiego jest 3-tomowa powieść Listopad, która ukazała się w latach 1845–1846. Powieść zawiera świetny obraz społeczeństwa polskiego w końcu XVIII wieku, o mistrzowskich charakterystykach postaci i o wysokim artyzmie budowy i stylu. Listopad porusza wiele wątków zarysowanych w Pamiątkach, zawiera jednak bardziej gorzki obraz tradycji i obyczajów polskich, które uległy wypaczeniu i straciły swój pozytywny wpływ.
Pomimo skrajnie różnych ocen Listopad uważany jest za „najlepszą polską powieść historyczną przed dziełami Henryka Sienkiewicza, co więcej, uważany jest za najbardziej interesującą na gruncie polskim interpretację walterscottyzmu”.
Podobnie gorzki wydźwięk mają Mieszaniny obyczajowe, wydane w 1841 roku, w których Rzewuski przedstawił krytyczny obraz współczesnego mu społeczeństwa polskiego.
Ponadto Rzewuski wydał cztery powieści historyczne (Zamek krakowski, Adam Śmigielski, Rycerz Lizdejko, Zaporożec), powieść alegoryczno-polityczną (Paź złotowłosy), wielotomową powieść w formie fingowanego pamiętnika (Pamiętniki Bartłomieja Michałowskiego) oraz szereg interesujących, stylizowanych na gawędy opowiadań i artykułów publicystycznych.

## Dzieła
- Pamiątki JPana Seweryna Soplicy, cześnika parnawskiego[10][11] (1839, 4 t., wiele wydań, wyd. kryt. Z. Szweykowskiego, 1928, Biblioteka Narodowa), w wydaniu przerobionym dla cenzury Pamiętniki starego szlachcica litewskiego (1844–1845)
- Mieszaniny obyczajowe (1841–1843)[12][13] pod pseudonimem Jarosza Bejły
- Listopad: romans historyczny z drugiej połowy XVIII wieku (1845–1846)[14][7], 3-tomowa powieść, wiele wydań, wyd. kryt. K. Wojciechowskiego, 1923, Biblioteka Narodowa; przekłady w językach obcych: czeski, ros., niem., ang.,
- Zamek krakowski[15][16][17] (1847–1848)
- Teofrast polski[18] (1851)
- Adam Śmigielski (1851)
- Rycerz Lizdejko[19][20] (1852)
- Zaporożec[21][22][23][24] (1854)
- Pamiętniki Bartłomieja Michałowskiego (1855–1857)[25][26][27][28][29], próba rehabilitacji targowiczan, negatywnie oceniona przez Lucjana Siemieńskiego[30]
- Próbki historyczne[31] (1868)
- Uwagi o dawnej Polsce przez starego Szlachcica Seweryna Soplicę Cześnika Parnawskiego napisane 1832 r. (rękopis – wyd. 2003)

Ponadto wydane zostały zbiory powieści historycznych 1877–1882 – 6 tomów oraz monografia Z. Szweykowskiego (1922).